# Microgadus proximus
Microgadus proximus és una espècie de peix pertanyent a la família dels gàdids.

## Descripció
- Pot arribar a fer 30,5 cm de llargària màxima.
- És de color verd oliva al dors i pàl·lid al ventre.
- 46-54 radis tous a l'aleta dorsal i 38-46 a l'anal. Aletes amb les vores fosques.[3][4]

## Alimentació
Menja gambes, amfípodes, isòpodes, gastròpodes, musclos i peixos.

## Depredadors
Al Canadà és depredat per la foca comuna (Phoca vitulina) i als Estats Units per Merluccius productus i la bacora (Thunnus alalunga).

## Hàbitat
És un peix d'aigua marina i salabrosa, demersal, oceanòdrom i de clima temperat (62°N-36°N, 170°W-121°W), el qual viu entre 0-275 m de fondària (normalment, entre 25 i 120) i sobre fons sorrencs. Els joves es traslladen a aigües poc fondes a l'estiu i la tardor, mentre que els adults solen romandre en aigües més profundes.

## Distribució geogràfica
Es troba al Pacífic oriental: des del sud-est del mar de Bering fins a les costes centrals de Califòrnia -els Estats Units-.

## Observacions
És inofensiu per als humans.